# 埃貝泰山
45°32′44″N 07°16′24″E / 45.54556°N 7.27333°E

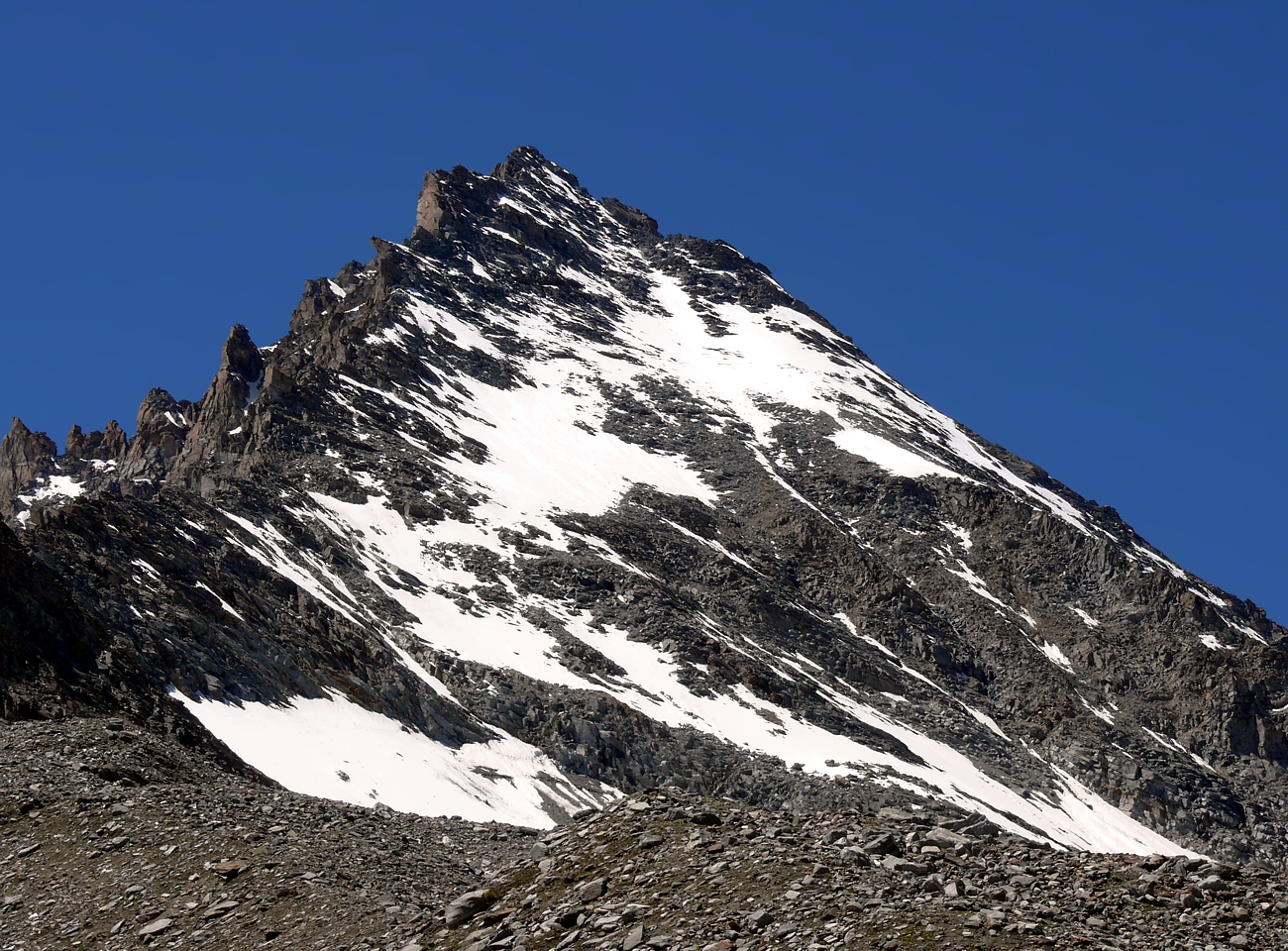

埃貝泰山（義大利語：Herbétet），是意大利的山峰，位於該國西北部，由瓦萊達奧斯塔大區負責管轄，屬於格拉耶山的一部分，海拔高度3,778米，每年平均降雨量1,287毫米。